# Redrum (21 Savage)
Redrum è un singolo del rapper britannico 21 Savage, pubblicato il 17 gennaio 2024 come primo estratto dal suo sesto album in studio American Dream.

## Descrizione
Il brano è stato prodotto da London on da Track e scritto dall'artista e dal produttore e contiene campionamenti della Serenata do adeus di Elza Laranjeira. È stato descritto come un brano trap.
Il titolo è la parola murder (omicidio) al contrario ed è una citazione al film horror del 1980 Shining.

## Video musicale
Il video musicale, diretto da Danny Seth, è stato pubblicato sul canale YouTube di 21 Savage il 12 gennaio, in concomitanza con l'uscita dell'album.
Il video è stato girato a Londra, città natale del rapper, mostrando inizialmente il Big Ben, il London Eye, le famose cabine telefoniche e le Coldstream Guards, per poi spostarsi nel quartiere di Brixton per mostrare la "vera Londra".

## Classifiche

### Classifiche settimanali
| Classifiche (2024)  | Posizione massima |
| ------------------- | ----------------- |
| Australia           | 16                |
| Austria             | 20                |
| Canada              | 7                 |
| Emirati Arabi Uniti | 3                 |
| Finlandia           | 44                |
| Francia             | 88                |
| Germania            | 51                |
| Grecia              | 1                 |
| Irlanda             | 15                |
| Islanda             | 9                 |
| Israele             | 55                |
| Italia              | 66                |
| Lettonia            | 1                 |
| Lituania            | 2                 |
| Lussemburgo         | 13                |
| Medio Oriente       | 12                |
| Norvegia            | 24                |
| Nuova Zelanda       | 20                |
| Paesi Bassi         | 40                |
| Polonia             | 23                |
| Portogallo          | 8                 |
| Regno Unito         | 11                |
| Repubblica Ceca     | 32                |
| Singapore           | 27                |
| Slovacchia          | 7                 |
| Stati Uniti         | 5                 |
| Sudafrica           | 8                 |
| Svezia              | 47                |
| Svizzera            | 7                 |
| Ungheria            | 21                |

### Classifiche di fine anno
| Classifica (2024) | Posizione |
| ----------------- | --------- |
| Canada            | 46        |
| Islanda           | 51        |
| Portogallo        | 169       |
| Stati Uniti       | 42        |